# Rob Lemkin
Rob Lemkin (1962) es un director, productor y guionista inglés de cine y televisión. Es también el fundador y director de Old Street Films. Ha producido y dirigido más de 50 documentales para la BBC, Channel 4, ITV, Sky, The History Channel (Estados Unidos) y Arts & Entertainment. Ganó numerosos premios en Gran Bretaña y en el extranjero, y su trabajo ha aparecido en diversos documentales para Channel 4, BBC e ITV. Vive en Oxford con su pareja y sus cuatro hijos. 
Varios miembros de la familia de Lemkin murieron en el Holocausto, y un pariente lejano, Raphael Lemkin, acuñó el término «genocidio» y fue el principal impulsor de que fuera reconocido como delito por el derecho internacional. 

## Filmografía

### Historia y política de Asia
- The Real Dr Evil (BBC/Arts & Entertainment 2003) [3]
- Who Really Killed Aung San? (BBC2 1997) [4]
- Malaya: The Undeclared War (BBC2 1998) [5]
- China: Handle with Care (Channel 4 2001) [6]
- Bearers of the Sword (Channel 4 2002). [7]

### Música
- Las películas musicales incluyen documentales con Nina Simone, [8] Curtis Mayfield, Bobby Womack y Chet Baker;[9][10] el documental de Channel 4 de 1986, Diez días que sacudieron al Soho; Black & White Trio, una instalación en la Tate Gallery de 1989 con el compositor Gabriel Jackson y el artista Richard Long; así como una biografía musical autorizada de Nelson Mandela, ¡Viva Mandela! (1990) narrada por Kenneth Kaunda. [11]

### Periodismo investigativo
De 2001 a 2005 dirigió una unidad de investigación para el canal británico Channel Four News, donde produjo docenas de películas contundentes sobre temas tan diversos como: cabezas de serpiente chinas, oligarcas rusos, prospecciones petrolíferas en Darfur, financiación de pensiones, privatización de la asistencia sanitaria británica, condiciones de trabajo en centros de llamadas y la explotación de la mano de obra indocumentada por parte de los mafiosos. Muchas de estas denuncias dieron en el blanco e influyeron en la forma en que se comportaron sus objetivos o las autoridades.
Rodó también varios largometrajes, entre los que destacan:
- Enemies of the People (2009), que describe la búsqueda de 10 años del codirector Sambath para recabar informaciones detalladas sobre los campos de exterminio de Camboya. [2]El documental recibió 21 premios y nominaciones. [12]
- African Apocalypse (2020),  relata un viaje desde Oxford, Inglaterra hasta Níger, siguiendo la pista de un asesino colonial llamado capitán Paul Voulet. El descenso de Voulet a la barbarie refleja el de Kurtz en El corazón de las tinieblas de Joseph Conrad. [13][14][15]

## Premios y nominaciones
- British Independent Film Award for Best Documentary (2010) a Enemies of the people [16]
- Documentary Edge Awards (2011) a Enemies of the people [17]
- Special Jury Prize en Sundance a Enemies of the people [18]
- EMMY por Best Investigative Documentary a Enemies of the people [19]